# Seiichiro Okuno
Seiichiro Okuno (奥野 誠一郎 Okuno Seiichiro?, nacido el 26 de julio de 1974 en Fukui) es un exfutbolista japonés. Jugaba de defensa y su último club fue el Omiya Ardija de Japón.

## Trayectoria

### Clubes
| Club             | País  | Año         |
| ---------------- | ----- | ----------- |
| Yokohama Flügels | Japón | 1993 - 1998 |
| Omiya Ardija     | Japón | 1998 - 2007 |

## Palmarés

### Títulos nacionales
| Título             | Club             | País  | Año  |
| ------------------ | ---------------- | ----- | ---- |
| Copa del Emperador | Yokohama Flügels | Japón | 1993 |
| Copa del Emperador | Yokohama Flügels | Japón | 1998 |